# Kingsley Coman
Kingsley Coman (Parijs, 13 juni 1996) is een Frans voetballer die doorgaans als vleugelspeler speelt. Hij verruilde Bayern München in augustus 2025 voor Al-Nassr. Coman debuteerde in 2015 in het Frans voetbalelftal.

## Clubcarrière

### Paris Saint-Germain
Coman begon met voetballen bij Sénart-Moissy en kwam op zijn achtste terecht bij Paris Saint-Germain FC. Daar stroomde hij door vanuit de jeugd. Op 17 februari 2013 maakte hij namens PSG zijn debuut in het betaald voetbal, in een met 3–2 verloren competitiewedstrijd tegen FC Sochaux. Hij viel na 87 minuten in voor Marco Verratti. Bij zijn debuut was hij zestien jaar, acht maanden en vier dagen oud. Daarmee was hij de jongste speler in het eerste elftal van PSG in de clubgeschiedenis. Coman won in 2013 zowel de Ligue 1 als de Trophée des Champions met de club. Het seizoen erop won PSG opnieuw de Ligue 1, alsmede de Coupe de la Ligue. Daarmee veroverde Coman vier prijzen in even zoveel wedstrijden voor PSG (vier).

### Juventus
Coman verliet Paris Saint-Germain in 2014 om transfervrij een meerjarig contract te tekenen bij Juventus. Hiervoor debuteerde hij op 30 augustus 2014 in de Serie A, tegen Chievo Verona. Op 15 januari 2015 scoorde hij in de Coppa Italia tegen Hellas Verona (6-1 overwinning) zijn eerste doelpunt voor Juventus. Hij speelde op 24 februari zijn eerste wedstrijd in de Champions League, tegen Borussia Dortmund. In het seizoen 2014/15 kwam Coman tot speeltijd in veertien competitieduels (vijf basisplaatsen). Hij zat de hele wedstrijd op de bank in de Coppa Italia-finale tegen Lazio (2-1 gewonnen) en viel één minuut voor tijd in tijdens de Champions League-finale tegen FC Barcelona (1-3 nederlaag). Wel werd hij opnieuw kampioen, ditmaal van de Serie A. In totaal speelde Coman 22 wedstrijden voor Juventus.

### Bayern München
Juventus verhuurde Coman in augustus 2015 voor twee jaar aan Bayern München, dat daarbij een optie tot koop bedong. Op 12 september maakte hij tegen FC Augsburg zijn debuut voor Bayern. Een week later was hij tegen SV Darmstadt 98 goed voor zijn eerste doelpunt voor Bayern. Op 24 november was hij goed voor zijn eerste Champions League-doelpunt tegen Olympiakos Piraeus, nadat hij eerder in de groepsfase al goed was voor vijf assists. Op 12 maart 2016 was hij goed voor een hattrick aan assists tegen Werder Bremen, op doelpunten van Thiago Alcántara (tweemaal) en Thomas Müller. Met vier goals en zes assists in 23 Bundesliga-wedstrijden was hij belangrijk in het kampioenschap van Bayern. Op 21 mei viel hij twaalf minuten voor het einde in tegen Borussia Dortmund in de gewonnen DFB-Pokal-finale. Het was zijn achtste prijs, terwijl hij op dat moment nog 20 jaar oud moest worden.
Mede door een enkelblessure kwam hij in het seizoen 2016/17 tot slechts 26 wedstrijden in alle competities, waarin hij goed was voor een schamele twee goals en één assist. Toch lichtte Bayern München in april 2017 de optie tot koop in de overeenkomst van Juventus. Het bood Coman een contract voor drie seizoenen aan tot de zomer van 2020. Hij tekende in december 2017 vervolgens bij tot medio 2023.
Hij was in het seizoen 2017/18 goed voor zeven goals en acht assists tot zijn seizoen eind februari beëindigd leek te worden door een nieuwe enkelblessure. Daardoor miste hij de ontknoping van zijn derde kampioenschap in Duitsland en de uitschakeling in de halve finale van de Champions League door Real Madrid. Hij maakte in de laatste wedstrijd van het seizoen, de verloren bekerfinale tegen Eintracht Frankfurt, na bijna drie maanden zijn rentree.
Hij scheurde in augustus 2018 opnieuw zijn enkelband, waardoor hij er opnieuw drie maanden uitlag. Toch werd het qua doelpunten zijn beste seizoen tot nu toe: hij scoorde tien goals en gaf acht assists in alle competities. Zijn laatste goal van het seizoen maakte hij in de bekerfinale tegen RB Leipzig, dat met 3-0 verslagen werd.
In het seizoen 2019-2020, een seizoen met een bijzonder verloop, vanwege de COVID-19 pandemie, bereikte Coman met Bayern München de finale van de Champions League. In de finale, tegen zijn voormalige werkgever PSG, scoorde hij in de 59'ste minuut het enige doelpunt van de wedstrijd, waarmee hij Bayern München tot winnaar van het toernooi kroonde. Daarmee werd hij de eerste speler om zijn voormalig werkgever te vellen in de finale van de Champions League. Door de overwinning veroverde Bayern bovendien de treble, omdat het eerder de landstitel en beker gewonnen had.
Op 5 december 2020 was Coman voor de tweede keer in zijn carrière goed voor drie assists in één wedstrijd tegen RB Leipzig, ditmaal op goals van Müller (tweemaal) en Jamal Musiala. Hij was dat seizoen goed voor veertien assists, het hoogste aantal in zijn carrière tot dan toe. Ook scoorde hij acht goals. Dat seizoen won Coman zijn tiende landstitel in zijn carrière, doordat naaste belagers RB Leipzig op 8 mei 2021 niet wisten te winnen van Borussia Dortmund.
Voorafgaand aan het seizoen 2021/22 nam Coman rugnummer 11 over na het vertrek van Douglas Costa. Hij kreeg bovendien een nieuwe zaakwaarnemer in Pini Zahavi, die ook medespelers David Alaba en Robert Lewandowski rond die tijd aan een nieuwe club hielp. Nadat Zahavi dat niet gelukt was, ontsloeg Coman hem en tekende hij op 12 januari 2022 bij tot de zomer van 2027. 
In het seizoen 2023/24 eindigde hij, na twaalf landskampioenschappen in elf seizoenen met Paris Saint-Germain, Juventus en Bayern München, voor het eerst in zijn professionele carrière zonder de landstitel, doordat het Bayer Leverkusen van Xabi Alonso dat seizoen de Duitse landstitel veroverde. Een seizoen later veroverde hij wel weer de Duitse landstitel.

### Al-Nassr
In augustus 2025 tekende hij een driejarig contract bij het Saudi-Arabische Al-Nassr, uitkomend in de Saudi Pro League. Bayern München ontving zo’n dertig miljoen euro voor de transfer.

## Clubstatistieken
| Seizoen     | Club             | Competitie       | Competitie | Competitie | Competitie | Beker | Beker | Beker | Internationaal | Internationaal | Internationaal | Totaal | Totaal | Totaal |
| Seizoen     | Club             | Competitie       | Wed.       | Dlp.       | Ass.       | Wed.  | Dlp.  | Ass.  | Wed.           | Dlp.           | Ass.           | Wed.   | Dlp.   | Ass.   |
| ----------- | ---------------- | ---------------- | ---------- | ---------- | ---------- | ----- | ----- | ----- | -------------- | -------------- | -------------- | ------ | ------ | ------ |
| 2012/13     | PSG              | Ligue 1          | 1          | 0          | 0          | 0     | 0     | 0     | 0              | 0              | 0              | 1      | 0      | 0      |
| 2013/14     | PSG              | Ligue 1          | 2          | 0          | 0          | 1     | 0     | 0     | 0              | 0              | 0              | 3      | 0      | 0      |
| Club Totaal | Club Totaal      | Club Totaal      | 3          | 0          | 0          | 1     | 0     | 0     | 0              | 0              | 0              | 4      | 0      | 0      |
| 2014/15     | Juventus         | Serie A          | 14         | 0          | 2          | 4     | 1     | 0     | 2              | 0              | 0              | 20     | 1      | 2      |
| 2015/16     | Juventus         | Serie A          | 1          | 0          | 0          | 1     | 0     | 0     | 0              | 0              | 0              | 2      | 0      | 0      |
| Club Totaal | Club Totaal      | Club Totaal      | 15         | 0          | 2          | 5     | 1     | 0     | 2              | 0              | 0              | 22     | 1      | 2      |
| 2015/16     | → Bayern München | Bundesliga       | 23         | 4          | 6          | 4     | 0     | 0     | 8              | 2              | 6              | 35     | 6      | 12     |
| 2016/17     | → Bayern München | Bundesliga       | 20         | 2          | 1          | 4     | 0     | 0     | 2              | 0              | 0              | 26     | 2      | 1      |
| 2017/18     | Bayern München   | Bundesliga       | 21         | 3          | 4          | 6     | 2     | 1     | 6              | 2              | 3              | 33     | 7      | 8      |
| 2018/19     | Bayern München   | Bundesliga       | 21         | 6          | 6          | 6     | 3     | 2     | 3              | 1              | 0              | 30     | 10     | 8      |
| 2019/20     | Bayern München   | Bundesliga       | 24         | 4          | 4          | 5     | 1     | 2     | 9              | 3              | 1              | 38     | 8      | 7      |
| 2020/21     | Bayern München   | Bundesliga       | 29         | 5          | 11         | 1     | 0     | 0     | 9              | 3              | 3              | 39     | 8      | 14     |
| 2021/22     | Bayern München   | Bundesliga       | 21         | 6          | 3          | 2     | 0     | 0     | 9              | 2              | 3              | 32     | 8      | 6      |
| 2022/23     | Bayern München   | Bundesliga       | 24         | 8          | 6          | 4     | 0     | 0     | 7              | 1              | 1              | 35     | 9      | 7      |
| 2023/24     | Bayern München   | Bundesliga       | 17         | 3          | 3          | 3     | 0     | 0     | 7              | 2              | 0              | 27     | 5      | 3      |
| 2024/25     | Bayern München   | Bundesliga       | 28         | 5          | 4          | 2     | 1     | 0     | 12             | 3              | 1              | 42     | 9      | 5      |
| Club Totaal | Club Totaal      | Club Totaal      | 228        | 46         | 48         | 37    | 7     | 5     | 72             | 19             | 18             | 337    | 72     | 71     |
| 2025/26     | Al-Nassr         | Saudi Pro League | 0          | 0          | 0          | 0     | 0     | 0     | 0              | 0              | 0              | 0      | 0      | 0      |
| Club Totaal | Club Totaal      | Club Totaal      | 0          | 0          | 0          | 0     | 0     | 0     | 0              | 0              | 0              | 0      | 0      | 0      |
| TOTAAL      | TOTAAL           | TOTAAL           | 246        | 46         | 50         | 43    | 8     | 5     | 74             | 19             | 18             | 363    | 73     | 73     |

Bijgewerkt t/m 17 augustus 2025.

## Interlandcarrière
Coman speelde reeds in diverse Franse nationale jeugdelftallen. Op 4 september 2014 maakte hij zijn debuut voor Frankrijk –21 in een kwalificatiewedstrijd voor het Europees kampioenschap voetbal 2015 tegen Kazachstan (1–5 winst). Hij speelde 81 minuten, waarin hij één assist gaf. Met Frankrijk wist Coman zich in oktober 2014 tijdens de play-offs niet te kwalificeren voor het toernooi, nadat over twee wedstrijden met 4–3 werd verloren van Zweden, dat het toernooi in 2015 zou winnen. Op 13 november 2015 maakte hij zijn debuut in het Frans voetbalelftal in een vriendschappelijke interland tegen Duitsland. Na 69 minuten speeltijd verving Coman Anthony Martial. Frankrijk won met 2–0.  Op 29 maart 2016 scoorde hij in een oefeninterland tegen Rusland zijn eerste interlandgoal.

### EK 2016
Bondscoach Didier Deschamps nam Coman op 12 mei 2016 op in de Franse selectie voor het EK 2016, in eigen land. Hierop bereikten zijn ploeggenoten en hij de finale, die ze met 0–1 verloren van Portugal. Hij was na N'Golo Kanté de veldspeler met de minste interlands in de selectie. Hij maakte in alle wedstrijden, op de halve finale na, minuten.

### EK 2020
Na het missen van het WK 2018, dat Frankrijk zou winnen, zat Coman in 2021 weer bij de selectie voor het door corona uitgestelde EK 2020. Hierin werd Frankrijk al in de achtste finale uitgeschakeld door Zwitserland op penalty's.

### WK 2022
Coman zat ook weer in de selectie voor het WK 2022, waar Frankrijk net als vier jaar eerder de finale behaalde. Hij was in vijf van de zeven wedstrijden invaller, waaronder in de finale tegen Argentinië. Daarin viel Coman in de 71'ste minuut in, maar hij miste net als Aurélien Tchouaméni zijn penalty bij de strafschoppenserie, waarna de Fransen de finale verloren. 

### EK 2024
Hij werd op 16 mei 2024 door Deschamps opgenomen in de Franse selectie voor het EK 2024 in Duitsland. Frankrijk overleefde een groep met Oostenrijk, Nederland en Polen en schakelde vervolgens België en Portugal uit, maar verloor in de halve finales met 2–1 van Spanje. Coman kwam op het toernooi enkel in actie als invaller tegen Nederland (0–0).

## Erelijst
| Competitie            |                     |                                                                                |                     |                     |
| Competitie            | Aantal              | Jaren                                                                          |                     |                     |
| Paris Saint-Germain   | Paris Saint-Germain | Paris Saint-Germain                                                            | Paris Saint-Germain | Paris Saint-Germain |
| --------------------- | ------------------- | ------------------------------------------------------------------------------ | ------------------- | ------------------- |
| Ligue 1               | 2x                  | 2012/13, 2013/14                                                               |                     |                     |
| Coupe de la Ligue     | 1x                  | 2013/14                                                                        |                     |                     |
| Trophée des Champions | 1x                  | 2013                                                                           |                     |                     |
| Juventus              |                     |                                                                                |                     |                     |
| Serie A               | 1x                  | 2014/15                                                                        |                     |                     |
| Coppa Italia          | 1x                  | 2014/15                                                                        |                     |                     |
| Supercoppa Italiana   | 1x                  | 2015                                                                           |                     |                     |
| Bayern München        |                     |                                                                                |                     |                     |
| UEFA Champions League | 1x                  | 2019/20                                                                        |                     |                     |
| UEFA Super Cup        | 1x                  | 2020                                                                           |                     |                     |
| FIFA Club World Cup   | 1x                  | 2020                                                                           |                     |                     |
| Bundesliga            | 9x                  | 2015/16, 2016/17, 2017/18, 2018/19, 2019/20, 2020/21, 2021/22, 2022/23,2024/25 |                     |                     |
| DFB-Pokal             | 3x                  | 2015/16, 2018/19, 2019/20                                                      |                     |                     |
| DFL-Supercup          | 4x                  | 2016, 2017, 2018, 2020                                                         |                     |                     |

Individueel als speler
| Kicker Bundesliga Team van het Seizoen | 1x | 2018/19 |

1 Neuer  ·
2 Upamecano ·
3 Kim ·
6 Kimmich ·
7 Gnabry ·
8 Goretzka ·
9 Kane ·
10 Sané ·
11 Coman ·
15 Dier ·
16 Palhinha ·
17 Olise ·
18 Peretz ·
19 Davies ·
21 Ito ·
22 Guerreiro ·
23 Boey ·
24 Vidović ·
25 Müller ·
26 Ulreich ·
27 Laimer ·
28 Buchmann ·
40 Urbig ·
42 Musiala ·
44 Stanišić ·
45 Pavlović ·
Coach: Kompany
· Assistent-coach: Danks
1 Lloris  ·
2 Jallet ·
3 Evra ·
4 Rami ·
5 Kanté ·
6 Cabaye ·
7 Griezmann ·
8 Payet ·
9 Giroud ·
10 Gignac ·
11 Martial ·
12 Schneiderlin ·
13 Mangala ·
14 Matuidi ·
15 Pogba ·
16 Mandanda ·
17 Digne ·
18 Sissoko ·
19 Sagna ·
20 Coman ·
21 Koscielny ·
22 Umtiti ·
23 Costil ·
Coach: Deschamps
1 Lloris  ·
2 Pavard ·
3 Kimpembe ·
4 Varane ·
5 Lenglet ·
6 Pogba ·
7 Griezmann ·
8 Lemar ·
9 Giroud ·
10 Mbappé ·
11 Dembélé ·
12 Tolisso ·
13 Kanté ·
14 Rabiot ·
15 Zouma ·
16 Mandanda ·
17 Sissoko ·
18 Digne ·
19 Benzema ·
20 Coman ·
21 Hernández ·
22 Ben Yedder ·
23 Maignan ·
24 Dubois ·
25 Koundé ·
26 Thuram ·
Coach: Deschamps
1 Lloris  ·
2 Pavard ·
3 Disasi ·
4 Varane ·
5 Koundé ·
6 Guendouzi ·
7 Griezmann ·
8 Tchouaméni ·
9 Giroud ·
10 Mbappé ·
11 Dembélé ·
12 Kolo Muani ·
13 Fofana ·
14 Rabiot ·
15 Veretout ·
16 Mandanda ·
17 Saliba ·
18 Upamecano ·
19 Benzema ·
20 Coman ·
21 L. Hernández ·
22 T. Hernández ·
23 Aréola ·
24 Konaté ·
25 Camavinga ·
26 Thuram ·
Coach: Deschamps
1 Samba ·
2 Pavard ·
3 Mendy ·
4 Upamecano ·
5 Koundé ·
6 Camavinga ·
7 Griezmann ·
8 Tchouaméni ·
9 Giroud ·
10 Mbappé  ·
11 Dembélé ·
12 Kolo Muani ·
13 Kanté ·
14 Rabiot ·
15 Thuram ·
16 Maignan ·
17 Saliba ·
18 Zaïre-Emery ·
19 Fofana ·
20 Coman ·
21 Clauss ·
22 Hernández ·
23 Aréola ·
24 Konaté ·
25 Barcola ·
Coach: Deschamps